# Tumby Bay
Tumby Bay è una città dell'Australia Meridionale, sita sulla costa sud-orientale della penisola di Eyre: essa è la sede della Municipalità di Tumby Bay. Si trova 350 chilometri ad ovest di Adelaide in linea d'aria e 45 chilometri a nord del centro regionale di Port Lincoln.

## Geografia fisica
La cittadina si colloca sulle coste occidentali del golfo di Spencer, nella porzione sud-orientale della penisola di Eyre: l'abitato si affaccia sulla baia omonima, mentre a sud la palude salmastra con tanto di mangrovieto separa Tumby Bay da Whites River e a nord l'area paludosa costituita dalla foce del Burrawing Creek rappresenta il confine con Lipson, assieme a Bawdens Road e a Marshalls Road. A nord-ovest il triplo confine con Ungarra e Yallunda Flat è rappresentato dall'incrocio fra Mine Hill Road e Dray Pole Hill Road, mentre a ovest la località si estende fino alle pendici della collina di Pillaworta Hill (che rappresenta un altro triplo confine con Yallunda Flat e Koppio): il confine con Koppio prosegue lungo la Foothills Road.

Fanno parte della località sia la piccola isola Tumby (situata appena a sud dell'abitato principale, a poca distanza dalla costa) che l'arcipelago di Sir Joseph Banks Group.
La maggior parte dei terreni dell'entroterra viene utilizzata per l'agricoltura, mentre la costa è perlopiù composta da spiagge sabbiose, con presenza di zone paludose nell'estremo nord-est e nel sud, dove sono presenti anche scogliere rocciose.

### Clima
Come gran parte dell'area circostante, Tumby Bay presenta clima mediterraneo, con estati calde e secche ed inverni miti e moderatamente piovosi.

## Storia

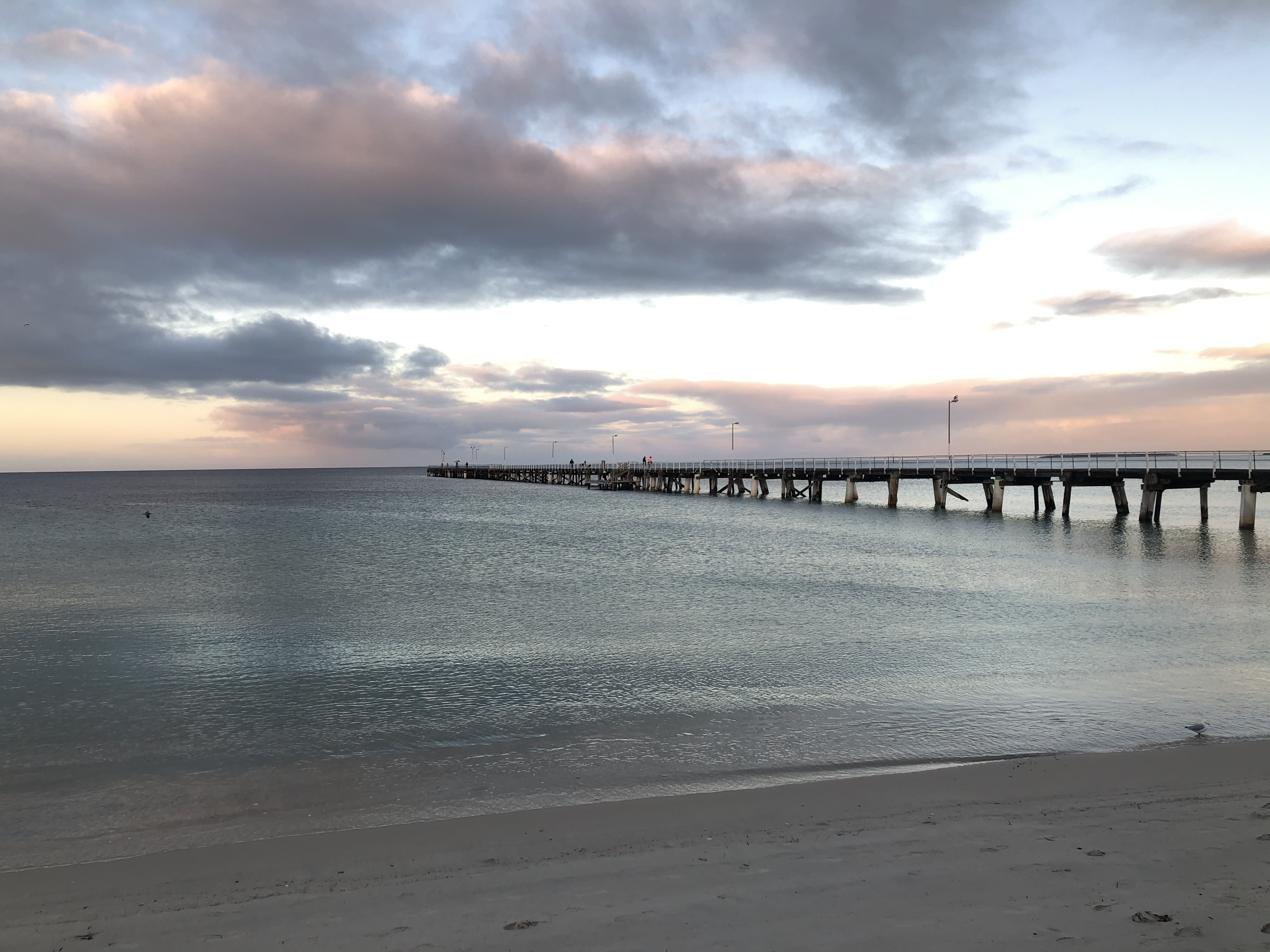
Il molo.

La baia venne avvistata da Matthew Flinders nel 1802: l'esploratore le assegnò il nome col quale è conosciuta a tutt'oggi in onore del villaggio di Tumby, nel natio Lincolnshire: nel 1840, il governatore George Gawler rinominò la baia Harvey's Bay, in onore di uno dei primi coloni della zona, ma il 15 novembre del 1900 venne istituita la cittadina di Tumby da parte di Hallam Tennyson, II barone Tennyson e la baia tornò ad essere conosciuta col nome originale, che diverrà il nome ufficiale dell'intera località solo il 14 giugno 1984. Nel 1906, a soli sei anni dalla fondazione, Tumby Bay venne distaccata attorno al circondario dalla municipalità di Lower Eyre Peninsula e divenne il capoluogo della municipalità omonima.
Dall'arrivo dei primi coloni negli anni '40 del XIX secolo, Tumby Bay crebbe considerevolmente in importanza come scalo commerciale dei prodotti agricoli della zona (principalmente frumento e ovini), che qui venivano condotti e stoccati in attesa di essere spediti via mare verso i grandi mercati urbani: per questo motivo, oltre che per stivare il rame scoperto nelle miniere dell'entroterra, nel 1874 venne costruito a Tumby il molo, il secondo più antico della penisola di Eyre. Il vecchio molo è stato demolito nel 1999, tuttavia ne è stato costruito uno nuovo il quale è stato anch'esso interdetto al pubblico a tempo indefinito a fine 2022 per motivi di sicurezza.

Nel 1881 venne aperta la prima scuola, e nel 1913 l'ospedale distrettuale.

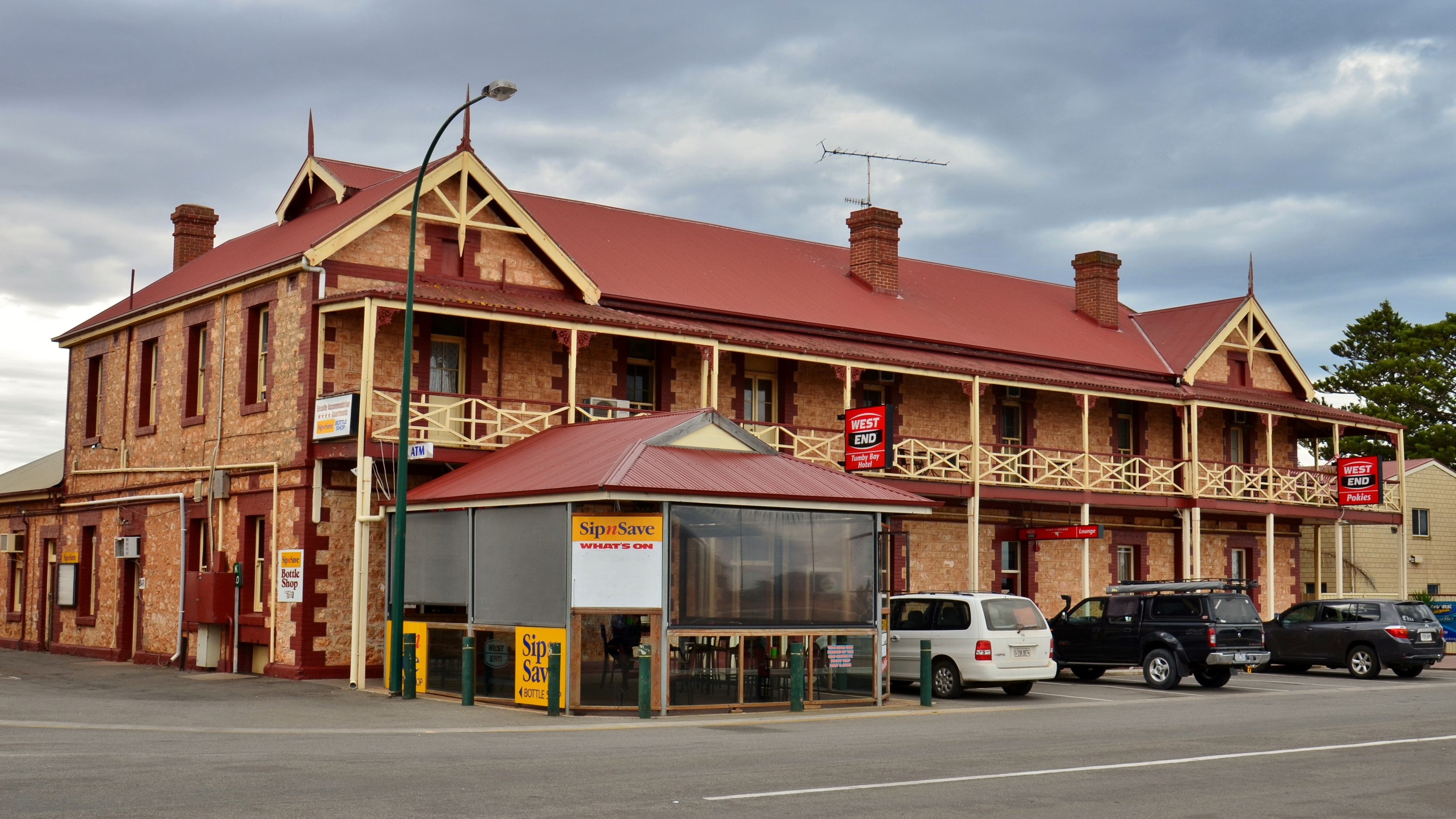
Tumby Bay Hotel

Il 2 aprile 2011 Tumby Bay ha ospitato il Triple J's One Night Stand: all'evento (che vide partecipare numerose band e artisti locali, fra cui anche i The Jezabels) vide la partecipazione di 12000 persone, più del decuplo dei residenti della cittadina.
Nel 2001 è stato inaugurato il porto turistico.

## Monumenti e luoghi d'interesse
Il Tumby Bay Hotel, sito sul North Terrace, è ascritto al South Australian Heritage Register.